# Рабиу, Мохаммед
Моха́ммед Рабиу́ Альха́ссан (англ. Mohammed Rabiu Alhassan; 31 декабря 1989, Аккра, Гана) — ганский футболист, полузащитник. Выступал за сборную Ганы.

## Карьера

### Клубная

#### Начало карьеры
Мохаммед Рабиу начинал карьеру игрока в ганском клубе «Либерти» из Аккры, за который выступал с 2007 года. Вторую половину сезона 2007/08 футболист провёл на правах аренды в испанском клубе «Химнастик» (Таррагона). Дебютировал в Сегунде 18 мая 2008 года, заменив на 74-й минуте матча с дублем «Севильи» Оскара Арпона.
Всего полузащитник сыграл за «Химнастик» в двух матчах чемпионата. Сезон 2008/2009 Рабиу провёл в аренде в испанском клубе «Херес», но сыграл за команду лишь 16 минут в матче с «Тенерифе».
С 2009 по 2010 год Рабиу находился в расположении итальянской «Сампдории», но ни одного матча за основную команду этого клуба не сыграл. Летом 2010 года ганский футболист подписал контракт с «Удинезе», но в начале августа того же года был отдан в аренду во французский «Эвиан».

### «Эвиан»
Полузащитник впервые сыграл за команду 15 октября 2010 года (против «Анже»), заменив на 74-й минуте встречи Умара Пуя.
По итогам сезона 2010/11 «Эвиан» вышел в Лигу 1, и в матче с «Брестом» 6 августа 2011 года Рабиу дебютировал в сильнейшей футбольной лиге Франции.
В сезоне 2012/13 полузащитник забил свой первый в карьере гол за профессиональный клуб (в ворота «Сент-Этьена» 17 ноября 2012 года), а также стал финалистом Кубка Франции.

### «Кубань»
15 августа 2013 года была достигнута договорённость между «Эвианом» и «Кубанью» по переходу Рабиу в краснодарский клуб. Стоимость трансфера составила 3 млн евро.

### «Анжи»
В 2016 году перешёл в «Анжи», но тогда травма и длительная реабилитация не позволили ему выступить в составе команды. После чего на полтора года остался вне большого футбола. 21 июля 2018 года вновь подписал контракт с махачкалинской командой.

### «Крылья Советов»
22 февраля 2019 года Мохаммед перешёл в самарские «Крылья Советов». В июле того же года покинул команду из-за проблем со здоровьем.

### «Париж»
В августе 2019 года Рабиу на правах свободного агента присоединился к клубу «Париж». В дебютной игре за парижан получил две жёлтые карточки и был удалён с поля. 10 января в матче против «Сошо», Рабиу забил свой первый гол за команду.

### «Тамбов»
9 октября 2020 года по схеме «1+1» подписал контракт с клубом «Тамбов». Дебютировал за команду в матче чемпионата России против клуба «Урал» (0:0), выйдя на последней минуте матча. 16 декабря его отзаявили от участия в чемпионате России и Кубке страны.

### В сборной

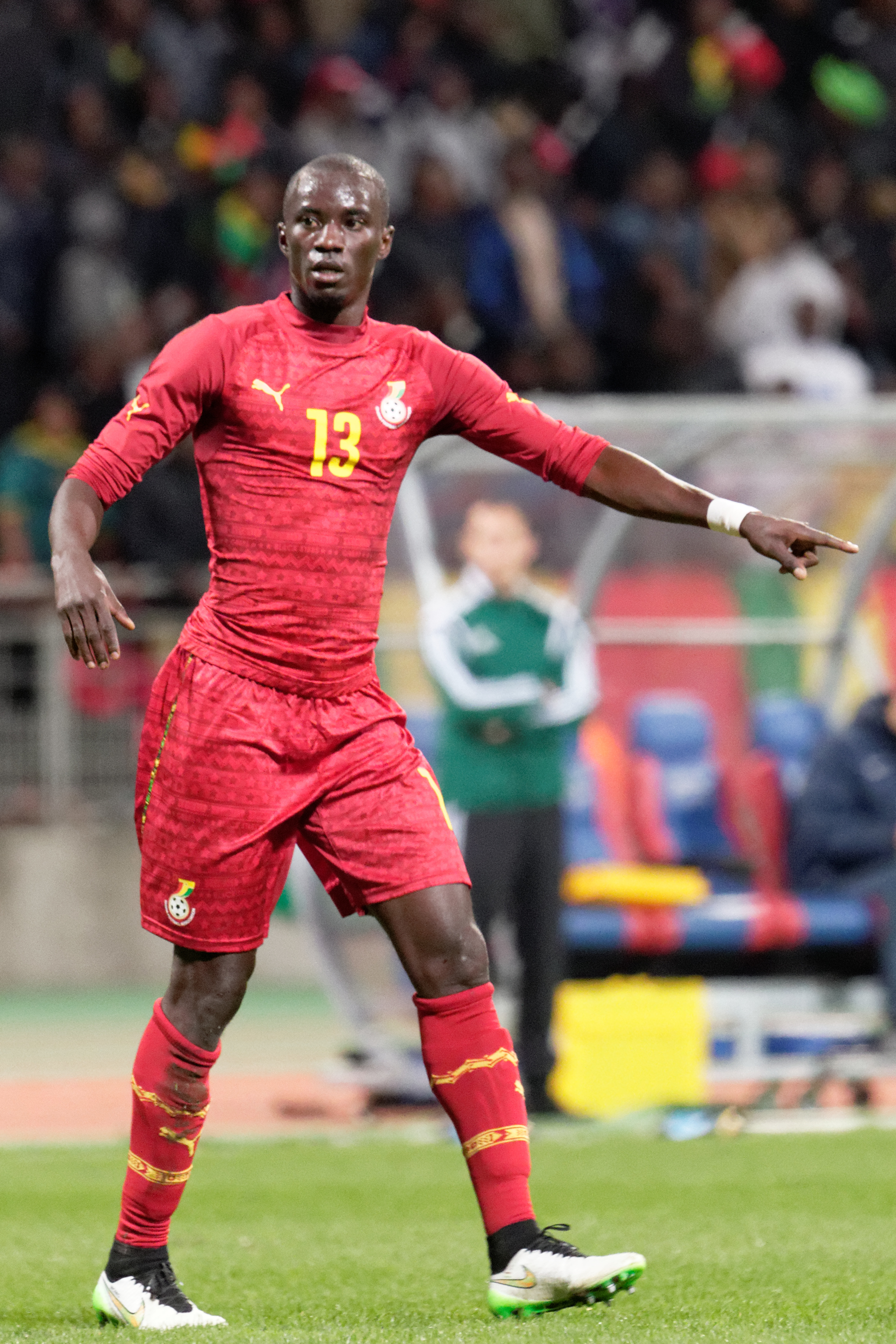
Рабиу в игре против Мали в 2015 г.

Мохаммед Рабиу выступал за молодёжную сборную Ганы. В 2009 году полузащитник в составе команды стал чемпионом мира среди молодёжи. Рабиу сыграл на турнире 6 матчей и забил 1 гол (в матче группового раунда в ворота Уругвая).
За сборную Ганы полузащитник играет с 2011 года. В составе «чёрных звёзд» он принял участие в Кубке африканских наций—2013 (5 матчей), а также в отборочном турнире к чемпионату мира—2014.

## Достижения
Молодёжная сборная Ганы
- Чемпион мира: 2009

«Эвиан»
- Финалист Кубка Франции: 2012/13
- Победитель Лиги 2: 2010/11

«Кубань»
- Финалист Кубка России: 2014/15